# Antic Palau de Justícia
L'Antic Palau de Justícia és un edifici de Lleida protegit com a bé cultural d'interès local.

## Descripció
Edifici públic monumentalista en cantonera, de planta baixa i quatre pisos. Façana principal a la Rambla de Ferran, composta per un basament de columnes que integren la planta baixa i el primer pis, amb degradació d'obertures als altres pisos, recolzats per ràfecs; interior amb espai central a doble alçada, organitzador de la resta de dependències. Estructura hiperestàtica i murs de fàbrica aplacats de pedra artificial.

## Història
A la dècada dels vuitanta va ser afegida una planta a la coberta, formalment independent de la resta de l'edifici.
El 17 de setembre de 2013 es va fer públic que l'edifici acolliria la seu definitiva del Museu d'Art Jaume Morera.